# Peloide

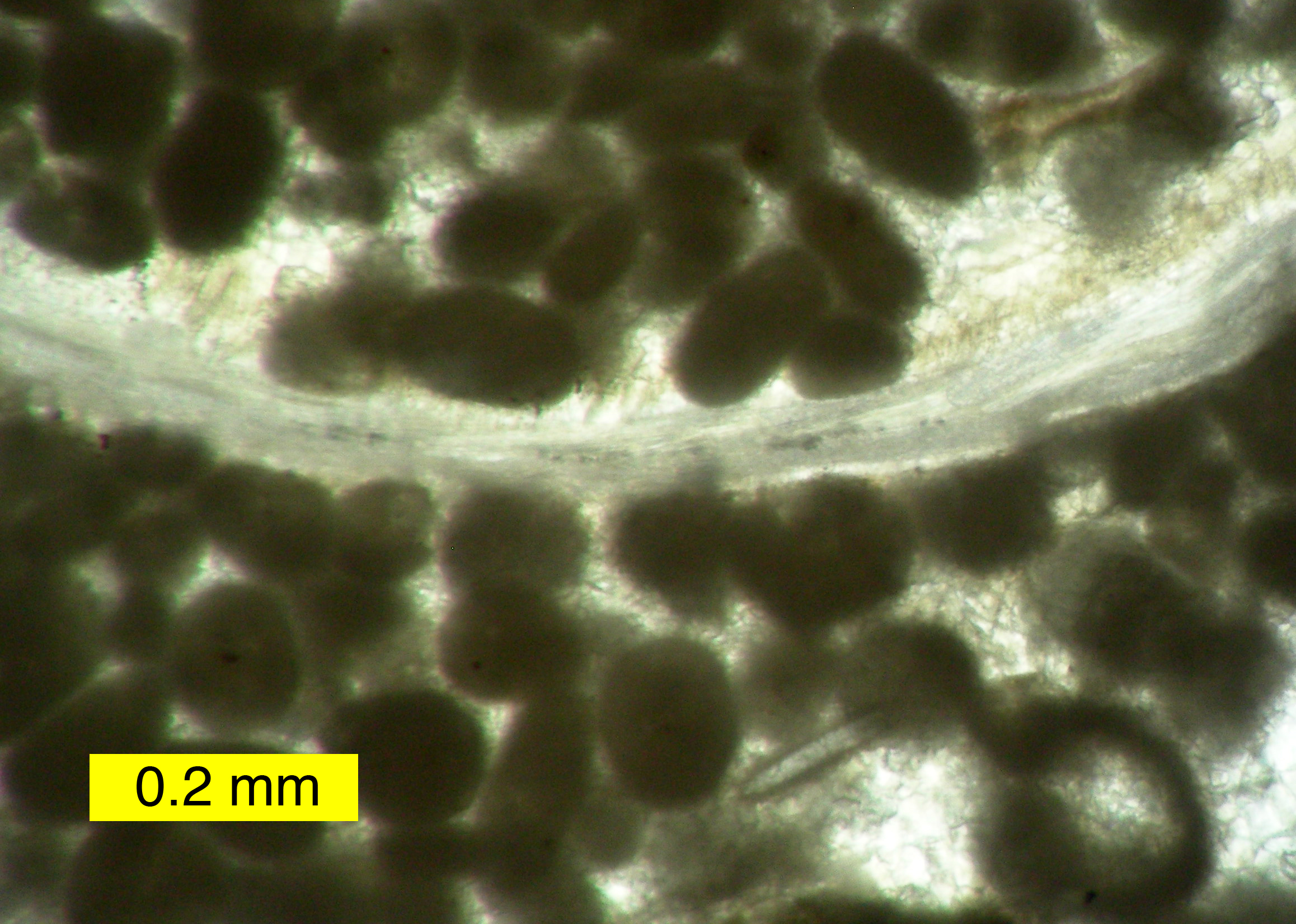
Pel·lets (un tipus de peloide) en la closca d'un braquipode visible en una secció fina d'una pedra calcària del Carbonífer de Nevada.

Els Peloides són al·loquímics que estan composts de micrita, sense tenir en compte la mida, la forma o l'origen. Els dos principals tipus de peloides són els pel·lets i els intraclasts. Un altre tipus de peloide és el pseudo-oòlit.